# Société ouverte
Pour les articles homonymes, voir Société ouverte (homonymie).

Le philosophe français Henri Bergson.

La société ouverte est un concept développé par le philosophe français Henri Bergson et repris en particulier par le philosophe autrichien Karl Popper dans La Société ouverte et ses ennemis en 1945 et par les économistes de la Société du Mont-Pèlerin en 1947. 
Une société ouverte se caractérise par un gouvernement réactif, tolérant et dans laquelle les mécanismes politiques sont transparents. C'est une société non-autoritaire, donc sans personnalités autoritaires, à la base de laquelle se trouvent la liberté et les droits humains. 
Le nom a été repris par le milliardaire américain George Soros pour désigner l'Open Society Foundation (OSF) qu'il a fondé en 1993 pour promouvoir dans tous les pays du monde la gouvernance démocratique, les droits de l'homme et des réformes économiques, sociales et légales favorisant l'implantation de l'économie libre de marché.

## Concept
Selon l'acception développée par Karl Popper dans La Société ouverte et ses ennemis, une société ouverte est une société dans laquelle les dirigeants politiques peuvent être remplacés sans bain de sang, à l'inverse des sociétés fermées dans lesquelles un coup d'État est nécessaire. Il propose également la distinction entre des sociétés ouvertes dans lesquelles les individus agissent personnellement et les sociétés magiques, tribales ou collectivistes. Ces sociétés ne différencient pas ce qui relève du droit naturel et ce qui relève de la coutume. Les individus ne remettent pas en cause ce qui est vu comme d'origine magique ou sacrée. Le fondement d'une société ouverte est dès lors dans la distinction entre ce qui relève de la loi naturelle et ce qui relève de la loi humaine. Son corollaire est l'augmentation de la liberté et de la responsabilité individuelle pour les choix moraux. Pour Popper, la prise de conscience de l'individualité est un phénomène irréversible, qui fait qu'il est impossible de retourner durablement à une société fermée.

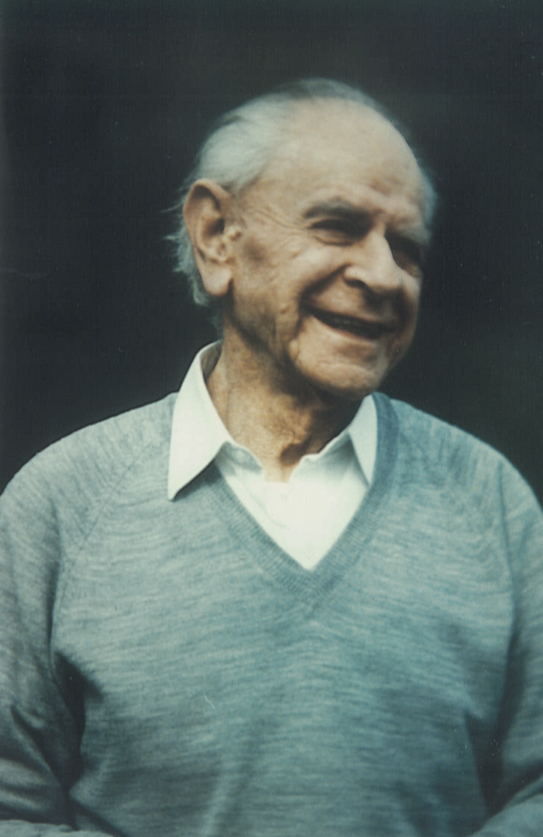
Le philosophe autrichien Karl Popper.

La conception de Popper de la société ouverte tire son origine dans sa philosophie des sciences, en particulier dans son concept de réfutabilité. La connaissance étant faillible, la société doit laisser différents points de vue s'exprimer. En revendiquant une unique vérité, on débouche sur l'imposition d'une unique version de la réalité et, partant, sur une société qui dénie la liberté de pensée. À l'inverse, dans une société ouverte, chaque citoyen peut se former sa propre opinion, ce qui nécessite la liberté de pensée et d'expression ainsi que les institutions culturelles et légales qui les facilitent. Une société ouverte est également pour Popper pluraliste et multiculturelle, pour disposer du plus grand nombre de points de vue. 
Les libertés politiques et l'égalité en droits sont des caractéristiques importantes de la société ouverte, de même que la mobilité sociale. Ainsi, la mobilité sociale est-elle souvent utilisée comme mesure du degré d'ouverture d'une société. Ce point avait déjà été souligné par Périclès dans son oraison funèbre.
Les démocraties tendent à être des exemples de sociétés ouvertes, à l'inverse des dictatures et des sociétés totalitaires qui sont des sociétés fermées.
Le concept a également été développé par Friedrich Hayek dans son ouvrage Droit, législation et liberté, 3e partie (chapitre 18 en particulier). Il écrit ainsi : « Ce fut lorsque l'on passa de la société de face à face, ou du moins du groupe restreint composé de membres connus et reconnaissables, à la société ouverte, abstraite, qui n'était plus soudée par des buts communs, mais seulement par l'obéissance aux mêmes règles abstraites. Ce que l'homme eut le plus de mal à comprendre, fut probablement que les seules valeurs communes d'une société ouverte et libre n'étaient pas des objectifs concrets à atteindre, mais seulement des règles de conduite abstraites admises par tous, lesquelles assuraient le maintien d'un ordre tout aussi abstrait qui procurait simplement à l'individu de meilleures perspectives de réussite dans ses initiatives, mais ne lui ouvrait aucune créance sur des biens particuliers. »